# Eilema trispolita
Eilema trispolita là một loài bướm đêm thuộc phân họ Arctiinae, họ Erebidae.